# Brian Steen Nielsen
Pour les articles homonymes, voir Nielsen.

Brian Steen Nielsen est un footballeur danois né le 28 décembre 1968 à Vejle, qui a joué 66 rencontres en tant que milieu de terrain défensif pour l'équipe nationale de football du Danemark entre 1990 et 2002, marquant trois buts. À la suite de sa retraite sportive, il est devenu le directeur des sports du club de l'AGF Aarhus.

## Biographie
Né à Vejle, Brian Steen a commencé sa carrière à Vejle BK en octobre 1988. Il a reçu la récompense du meilleur joueur de l'équipe du Danemark espoirs en 1989 et le 14 février 1990, il commence sa carrière pour l'équipe nationale danoise.
Il a joué son premier match face à l'Égypte.
Il a été transféré à l'équipe rivale de Vejle BK, à OB Odense en 1992, et a gagné la coupe du Danemark en 1993.
Après une année au club d'OB Odense, il part à l'étranger, dans le club turc de Fenerbahçe SK.
Le transfert à Fenerbahçe SK l'a vu retourner en équipe nationale danoise en 1993 et pendant les dernières années de l'entraîneur Richard Møller Nielsen, Brian Steen a joué beaucoup de matchs à côté de John Jensen. 
Ensuite, il est retransféré à OB Odense en 1995.
Après l'Euro 1996, il s'est déplacé au Japon pour jouer pour les Urawa Red Diamonds.

## Palmarès
- 66 sélections et 3 buts avec l'équipe du Danemark entre 1990 et 2002.